# Andrew Leamy
Andrew Leamy (né en 1816 à Drom, Comté de Tipperary-Nord, en Irlande, et mort le 21 avril 1868 à Hull, au Québec) est un industriel canadien, leader de la communauté de la ville de Wright's Town.

## Biographie
Andrew Leamy est le fils de Michael Leamy et Margaret Marshall, qui ont émigré à Wright's Town avec Andrew, ses deux frères James et Michael et ses deux sœurs Catherine et Anne entre 1820-1830.
Le nom d'Andrew Leamy est aussi couramment associé au développement industriel de la ville de Hull que le nom de Philemon Wright. Comme la plupart des illustres autres noms des pionniers de cette époque – des noms tels que Nicholas Sparks et John Rudolphus Booth – Andrew Leamy commence sa vie professionnelle en tant qu'employé de Wright, en 1834, vivant et travaillant sur la Ferme Columbia de Philemon Wright où il apprend le métier de son patron. Auparavant, Andrew a brièvement travaillé pour Peter Aylen, emmenant ses radeaux à Québec.
Le 31 mai, 1835, les liens étroits avec la famille Wright – et, sans doute, avec Nicholas Sparks – contribuent au mariage qui s'ensuit avec la fille de Philemon Wright fils, Erexina, qui elle-même est devenue la fille adoptive de Nicholas Sparks après la mort de Philemon Wright fils, en 1821. Andrew a alors 19 ans et Erexina, 15 ans.
En 1835, après quelques années de frugalité et bonne économie au service de Wright, Leamy achète 160 hectares de terres appartenant à la veuve et les héritiers de Philemon Wright Jr. – un terrain qui comprend la Ferme Gateno, la première ferme de Wright. En 1853, Leamy lance sa propre entreprise en construisant une scierie à vapeur sur la rive sud du lac appelé Columbia Pond et devenu par la suite le lac Leamy. Cette scierie est construit et gérée par J. R. Booth. Leamy creuse un canal pour relier le lac à la rivière Gatineau afin de faciliter le transport des rondins vers sa scierie. Le moulin, qui est le deuxième moulin à vapeur de la région - l'un des deux seuls - est entièrement détruit le 6 juin 1857 lorsqu'une chaudière explose, tuant le fils aîné de Leamy, Louis-Napoléon. Le moulin est reconstruit mais subit une seconde explosion le 16 août 1867, qui tue au moins un homme et en blesse six, dont un autre des fils de Leamy. Le moulin n'est jamais reconstruit.
Andrew Leamy est également un fervent catholique et, dans la tradition de la famille Wright, donne beaucoup de son temps au développement social et culturel de Wrightstown. Andrew Leamy fait un don du cimetière familial sur sa ferme, aux pères Oblats après qu'ils ont acheté les terrains qui formeront le cimetière Notre-Dame. Il travaille en concert avec le Père Reboul pour réaliser l'émancipation du système scolaire pour le comté de Hull. Il en résulte la création de la Commission scolaire indépendante en 1866, dont Leamy est élu le premier président.
La ferme Leamy, y compris la maison, comprend plusieurs bâtiments situés sur le côté nord du lac Leamy entre le lac et la Rivière Gatineau. Le long chemin qui mène de la ferme allait jusqu'à l'intersection de Chelsea Road (aujourd'hui, le boulevard St-Joseph) et Brigham Road (aujourd'hui, le boulevard Saint-Raymond). Presque tout ce chemin existe aujourd’hui, même si une bonne partie est interdite à la circulation, mais il se termine maintenant au boulevard de la Carrière. À une date inconnue, quand plus personne n'habite Leamy Road, le nom du chemin est francisé en Chemin du Lac-Leamy, et changé encore une fois en 2010 à la rue Atawe, malgré les objections de plusieurs citoyens. Jusqu'au milieu des années 1950, il est encore identifié par le nom Leamy Road dans tous les répertoires de la ville jusqu'à ce que la maison de Leamy soit soulevée de ses fondations et transportée à un endroit inconnu dans la ville de Hull. Aujourd'hui, le lac, le parc et le Casino du Lac Leamy portent encore son nom.
Les fondations de sa maison sont enfouies puis font l'objet d'une fouille archéologique en 2006, commandée par la Commission de la capitale nationale qui met au jour une structure importante, tout à fait remarquable en raison de la largeur importante des murs de pierres.
Une habitation en rondins, qui est encore debout en 1884 sur la ferme de Leamy, est probablement le premier domicile de Philemon Wright construit sur les rives de la rivière Gatineau lors de son arrivée dans la région en 1800. Cette maison était nommée « The Wigwam » par la famille Wright. Une autre fouille archéologique sur ce site a conclu que les fondations de cette maison dataient du début des années 1800. L'emplacement est enfoui de nouveau pour sa préservation et sa protection et la CCN envisage une future commémoration du site.

## Assassinat

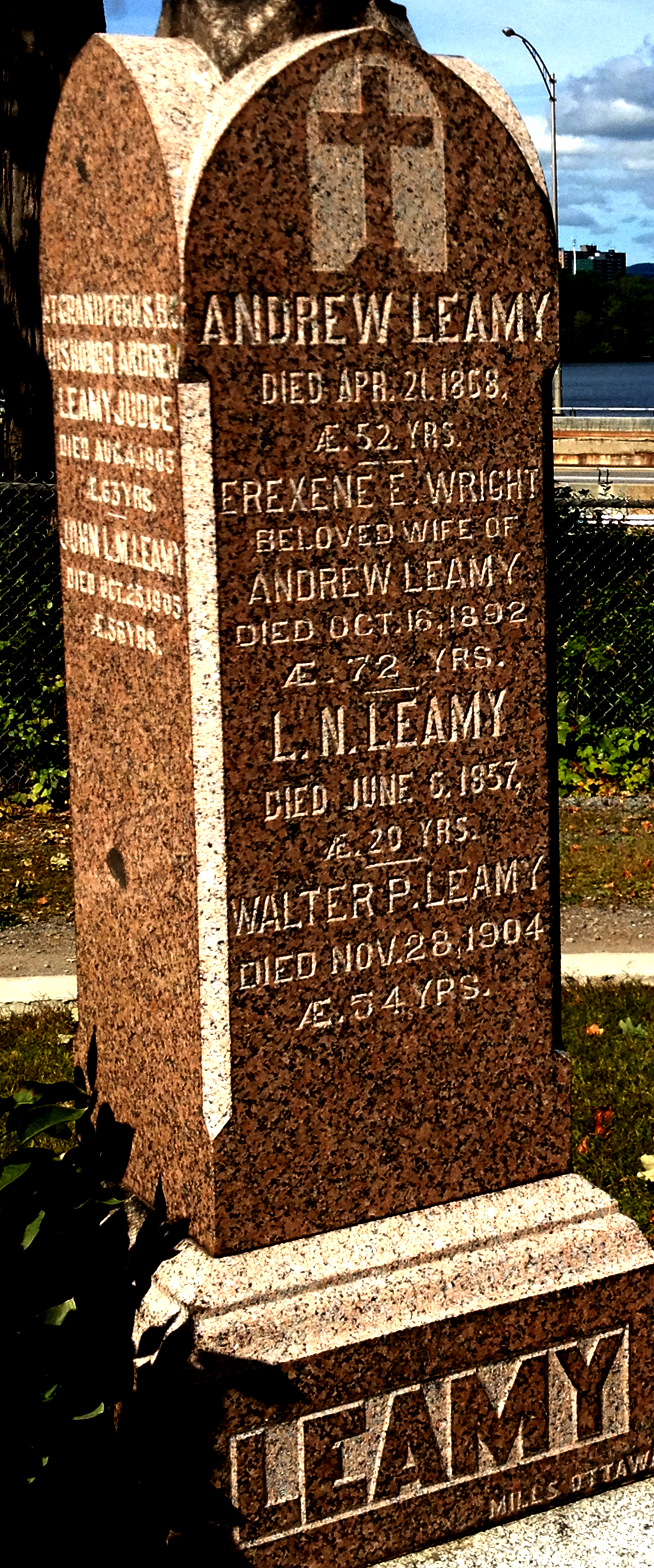
Le monument d'Andrew Leamy et son épouse Erexina Wright au cimetière Notre-Dame à Hull QC.

Andrew Leamy est mort, dans la nuit du 21 avril 1868 à Leamy Road, la route qui mène à son domicile, dans des circonstances suspectes, qui en dépit d'une enquête, restent enveloppées de mystère pendant plus de dix ans. Dans un article paru dans le Toronto Globe, le 15 août 1878 et reproduit dans le New York Times quatre jours plus tard, il est mentionné qu'un certain Henry Maxwell et son beau-frère ont été arrêtés pour l'assassinat et le vol d'Andrew Leamy.
Andrew Leamy est enterré dans le terrain qu'il avait donné à l'Église dans le but de créer le cimetière Notre-Dame à Gatineau. Son tombeau donne sur le lac qui porte aujourd'hui son nom.

## Citation
Anson A. Gard, auteur et historien, a écrit au sujet d’Andrew Leamy :

« On raconte, comme preuve de sa force et de son endurance, que, lorsque des réparations étaient nécessaires à la scierie, il montait son cheval et portait à la main la pièce - souvent une pièce de fonte - jusqu'à Montréal, la faisait réparer et sans s'arrêter pour se reposer, revenait à Hull, effectuant un trajet pénible de 240 miles à travers un pays sauvage. »

« J'ai récemment rencontré un vieux du canton, qui se souvenait de nombreux pionniers. C'était l'un de ceux qui semblait ne se souvenir que des qualités des hommes qu'il avait connus. “Andy Leamy était un homme de cœur”, a-t-il déclaré. “Je l'ai vu sur la route avec un chargement de fournitures pour son camp de bûcherons, et passant la masure d'une famille dans le besoin, se débarrasser d'un baril de farine et de continuer son chemin comme si rien ne s’était passé. Andy ne se présentait pas comme un saint, mais il a fait un tas de bonnes choses tout de même” »

John Lowrey Gourlay a écrit ce passage à propos d'un incident de nature religieuse qui s'est produit en 1835 à Wright's Town, alors que Leamy avait 19 ans :

« Un homme de ferveur, (révérend) Burwell, a déclaré à son peuple de la chaire, du salon, de la boutique et du magasin, son point de vue nouvellement découvert qui a frappé la plupart des gens avec la force de toutes les idées nouvelles. Son succès à Hull semblait considérable, plusieurs personnes influentes devenant obéissantes à la nouvelle foi. … Néanmoins, la foule à Hull a entrepris de dicter aux nouveaux convertis, ou du moins de perturber fortement leurs réunions. … Feu Andrew Leamy, un vieux guerrier célèbre, a pris parfois une main active dans ces troubles. Débutant par des paroles de haine et de colère ils sont allés aux coups de poing, marquant les visages de façon très pittoresque. »

« Le révérend Adam Hood Burwell propageait ces notions avec beaucoup d’éloquence, et une ou deux familles presbytériennes ou chefs de famille ont été convaincus du point de vue qu’il proposait et sont devenus des fidèles. Ruggles M. Wright s'est opposé à ses opinions et a refusé l’entrée à sa salle pour leur prédication. M. Alonzo Wright ne prenait pas parti, mais il était farouchement opposé à la foule, parfois entraîné par son oncle, M. Andrew Leamy qui leur a bien bousculée. »

William Pittman Lett, premier Greffe de la Ville d'Ottawa, a écrit ceci en 1874 :
"And Andrew Leamy in his time.
Was head of many a stirring "shine;"
A man of mark he might be singled,
In whom the good and bad commingled,
In equal balance in such a way,
That each in turn had its sway.
He's gone! The grass grows o'er his head,
The Muse deals gently with the dead..
Le poème de William Lett fait référence à la participation de Leamy à une rixe en 1837, lorsque Andrew, âgé de 21 ans, et d'autres personnes furent accusés d'avoir semé le trouble dans une réunion de travailleurs de bois à Bytown. La réunion a été perturbée par des catholiques qui protestaient contre le "manque de respect offert par les protestants à une statue de la Vierge Marie" lors de la procession de la veille. Une fois de plus, Leamy était donc impliqué dans un conflit de nature religieuse, une perturbation citée par le Dr Michael S. Cross, historien, comme un exemple de la façon dont les nombreuses perturbations pendant la guerre des Shiners n'avaient pas seulement peu à voir avec l'exploitation forestière, mais n'avaient peut-être pas non plus de rapport avec les Shiners (Une allégation contestée enregistrée dans le témoignage de l'affaire indique que les hommes étaient associés à Peter Aylen). Andrew a seulement été accusé d'avoir brisé une fenêtre pour entrer dans la pièce et a été acquitté de l'accusation d'avoir créé du désordre,.
Il ne fait aucun doute qu'Andrew Leamy a appris à utiliser ses poings dans ses premiers jours dans les camps de bûcherons et, comme tant d'autres combats impliquant des draveurs et cageux, le résultat pourrait conduire à une tragédie. En 1845, lors d'un incident à Wright's Town, rapporté dans le Kingston Chronicle & Gazette (3 mars) puis dans la Bytown Gazette (16 mai), il est rapporté qu'à la suite d'une bagarre avec Andrew Leamy à propos d'une pagaie, un "beau et jeune Highlander" du nom de Donald McCrae perd la vie le 23 février . Andrew Leamy a plaidé la légitime défense à l'accusation de meurtre lors du procès de la mort de Donald McRea le 5 août 1846 à Montréal et, après un jour de témoignages de l'incident, Andrew Leamy a été acquitté,.